# Дело Анастасии Завгородней
Дело Анастасии Завгородней — российско-финский международный инцидент, произошедший на основе применения Закона защиты детей Финляндии финскими службами опеки по изъятию четырёх малолетних детей (включая новорождённого) у гражданки России и Финляндии Анастасии Завгородней (по мужу — Заки Ахмед). Прецедент вызвал широкую общественную дискуссию в России и Финляндии. Административный суд Хельсинки летом 2013 года одобрил изъятие детей, указывая на насилие со стороны отца.
В июле 2013 года финская газета Helsingin Sanomat со ссылкой на решение Хельсинкского суда объявила, что мать изъятых детей страдала шизофренией.

## Ход событий
В изложении Й. Бекмана инцидент произошёл 7 сентября 2012 года в городе Вантаа в семье Анастасии Завгородней после того, как её 6-летняя дочь Вероника сказала в школе, что «папа хлопнул её по попе» (отец — Эхаб Ахмед Заки Ахмед фин. Ehab Ahmed Zaki Ahmed, гражданин Финляндии, выходец из Судана). Школьная учительница Мари Ромппанен призвала социальные службы страны к необходимости чрезвычайного изъятия всех детей из семьи Завгородних. В результате в ходе спецоперации финской полиции шестилетняя девочка и двухлетние двойняшки были изъяты у родителей в тот же день. Сама Анастасия Завгородняя, будучи беременной, была арестована в ходе этой операции. 28 сентября её новорожденный ребёнок также был изъят у матери.
От самой Завгородней из интервью «Российской газете» известно совершенно другое — у девочки было сотрясение мозга, которое она получила в школе.

## Реакция в России
Единственным изданием, напечатавшим проверенный материал с информацией от участников событий «как есть» была «Российская газета». Их корреспондент позвонила в Финляндию, поговорила с Завгородней и ректором школы, где училась старшая дочь Завгородней.
Уполномоченный при президенте РФ по правам ребёнка Павел Астахов подготовил специальное обращение в министерство иностранных дел России с просьбой оказать россиянке всестороннюю помощь. Также Астаховым подготовлен спецдоклад президенту России о положении российских детей в Финляндии.
30 сентября МИД России выступил с заявлением, в котором выразил озабоченность аспектами применения ювенальной юстиции в Финляндии в отношении смешанных русско-финских семей.
Протоиерей Дмитрий Смирнов призвал российские власти отреагировать на дело Завгородней жёстким ультиматумом.

## Изложение событий от чиновников Финляндии
На запрос Посольства Российской Федерации в Финляндии к представителям финских властей о сложившейся ситуации в деле Завгородней, финская сторона отказалась давать какие-либо комментарии, поскольку это запрещено законом, а министр здравоохранения и социальных служб (базовых социальных услуг) Мария Гузенина-Ричардсон подчеркнула конфиденциальность подобного рода информации. По согласию семьи, русские дипломаты участвовали на встрече Завгородней и представителей властей города Вантаа.
Финская сторона утверждает, что все действия социальных работников и полиции находились в соответствии с принятыми в стране нормами и в ситуации не усматривается признаков расизма в отношении проживающих в Финляндии русских. Глава отдела семейных услуг города Хельсинки Сиско Лоунатвуори находит критику в адрес финских соцработников со стороны России «необоснованной» и «оскорбительной», а эксперт по вопросам мультикультурализма из Ассоциации гражданского населения Анита Новицкий полагает, что изъятие детей из семьи Завгородней обусловлено чрезвычайными обстоятельствами. Также канцелярия президента Финляндии опровергла появившееся в российских СМИ сообщение о возможности создания совместной российско-финской «детской комиссии» сообщив, что Саули Нийнистё не поддерживает данной инициативы российского президента. Публикации в финских СМИ отстаивают позицию Финляндии и критикуют действия российской стороны, а по мнению руководителя Внешнеполитического Института Тейи Тииликайнен за скандалом стоят великодержавные интересы России: «это — часть великодержавной политики России, часть применения ею власти. Россия неоднократно заявляла о том, что частью её политики является защита интересов соотечественников в любой точке мира».

## Особенности применённого законодательства
Поскольку освещать конфиденциальность подобного рода информации запрещено, можно лишь оценить возможные факторы для подобного применения Закона о защите детей. Закон представляет собой 95 параграфов. Срочное изъятие всех детей из семьи может произойти при очень специфических условиях, например, квартира превращена в притон, родители алкоголики или наркоманы, детей систематически бьют, пособие на детей отсылается за границу (социальная служба имеет право отслеживать операции с банковским счётом). Проблемная семья, как правило уже многие годы, находится под надзором социальных работников и взятие детей под опеку — последний шаг, когда ничего другое уже не помогает.
8 октября министр иностранных дел России Сергей Лавров подверг жёсткой критике действия финских социальных служб и выразил сомнение в их соответствии принципам цивилизованного общества. В ответ на это министр иностранных дел Финляндии Эркки Туомиоя отметил, что «у министров иностранных дел нет необходимой компетенции в этих вопросах и они не имеют права обсуждать отдельные случаи», а эксперт по России, доцент Арто Луукканен из хельсинкского университета квалифицировал высказывания российских чиновников как нарушающие суверенитет Финляндии. Премьер-министр Финляндии Юрки Катайнен посчитал критику, высказанную Сергеем Лавровым, проявлением особенностей российской политической культуры, а экс-президент Финляндии Тарья Халонен списала инцидент на различия в культуре и призвала финских чиновников «придерживаться своих позиций», чтобы «не потерять лицо».
По сообщению представителя МИД России Александра Лукашевича на 7 ноября 2012 года намечено окончательное разбирательство относительно возможности проживания детей с матерью.
8 декабря 2012 года было принято решение об изоляции детей от родителей и лишении последних родительских прав.
23 января 2013 года у здания посольства Финляндии в Москве состоялась акция протеста движения «Русские матери».